# Marcin Świerc
Marcin Świerc, né le 16 août 1985 à Lisowice, est un coureur de fond polonais spécialisé en ultra-trail. Il a notamment remporté la TDS en 2018 et a remporté dix-huit titres de champion de Pologne en course en montagne, skyrunning et trail.

## Biographie
Marcin commence la course à pied en 2002, à l'âge de 17 ans. Diplômé de la faculté d'éducation physique et de physiothérapie de l'université de technologie d'Opole, il se met à la course en montagne en 2007,,. Il y démontre d'emblée de bonnes performances en remportant la médaille d'argent lors des championnats de Pologne derrière Andrzej Długosz.
En 2010, il s'essaie avec succès aux distances plus longues. Prenant part à l'édition inaugurale des championnats de Pologne de course en montagne longue distance, il se prépare à courir son premier marathon. Néanmoins, des pluies torrentielles forcent les organisateurs à réduire la longueur du parcours à 23 km pour limiter les risques des participants. Réalisant qu'il n'a plus que la moitié de son objectif à atteindre, Marcin mène la course sur un rythme soutenu et s'impose, remportant ainsi son premier titre national.
Le 3 juin 2012, il prend part à l'édition inaugurale des championnats de Pologne de skyrunning à Zakopane, courus dans le cadre de la Bieg Marduły. Hésitant à prendre le départ en raison de son objectif principal, la Bieg Rzeźnika la semaine suivante. Marcin s'inscrit à la dernière minute. Déjà double vainqueur de l'épreuve, il s'élance en grand favori et s'impose aisément. Il devient ainsi le premier championne de Pologne de skyrunning. Une semaine après, il s'élance sur la Bieg Rzeźnika avec son coéquipier Piotr Hercog. Le duo domine la course et s'impose en 8 h 9 min 47 s, signant un nouveau record du parcours.
Le 3 août 2013, il prend le départ du marathon des Karkonosze qui accueille à la fois le Challenge mondial de course en montagne longue distance et les championnats de Pologne de course en montagne longue distance. Effectuant une solide course, il termine à la neuvième place et remporte le titre de champion de Pologne de course en montagne longue distance.
Le 7 septembre 2014, il prend part au Big 7 Dolin qui accueille les premiers championnats de Pologne de course en montagne ultra distance. Prenant le premier les commandes de la course, il voit ensuite le Hongrois Csaba Németh lui passer devant. Marcin repasse en tête au kilomètre 66 puis s'envole devant pour remporter la victoire avec plus de vingt minutes d'avance sur Csaba. Il remporte ainsi le titre de champion de Pologne en ultra distance.
Le 20 mai 2017, il participe au marathon de la Grande Muraille de Chine. Annoncé comme l'un des favoris, il ne déçoit pas et s'impose en 3 h 14 min 34 s avec plus de 18 minutes d'avance sur son plus proche poursuivant, l'Américain Loren Newman. Le 1er septembre, il prend part à la CCC. Prenant un départ prudent, il ne pointe qu'en quinzième position au premier intermédiaire. Se sentant en confiance, il accélère le rythme et double petit à petit ses concurrents. Il se retrouve alors derrière Hayden Hawks en tête. Marcin doit alors faire face aux attaques de Ludovic Pommeret. Consolidant sa position, il se met hors de portée du Français et termine sur la deuxième marche du podium, devenant le premier Polonais à terminer sur le podium d'une des épreuves de l'Ultra-Trail du Mont-Blanc.
Encouragé par son podium sur la CCC, Marcin revient à l'UTMB en 2018 mais en s'engageant sur la TDS. Il adopte la même stratégie que l'année précédente et part prudemment puis hausse le rythme en milieu de course. De 29e, il remonte à la cinquième place avant la mi-course. À trois kilomètres de la fin, alors que le Russe Dmitry Mityaev pensait avoir course gagné, il voit revenir sur lui Marcin qui vient de doubler l'Américain Dylan Bowman. Dans la partie finale, Marcin fait la différence et double le Russe pour aller décrocher la victoire,.
Le 18 mai 2019, il prend part à l'Ultra-Trail Australia. L'Australien Vlad Shatrov mène la première moitié de course mais une blessure au pied le force à abandonner. Marcin récupère les commandes de la course. Résistant à la remontée de Jono O'Loughlin, il s'impose en 9 h 31 min 15 s.

## Palmarès

### Trail
| no  | masculin           | Course                                                       | Longueur | Départ             | Temps            |
| --- | ------------------ | ------------------------------------------------------------ | -------- | ------------------ | ---------------- |
| 1re | Médaille d'or      | Bieg Rzeźnika                                                | 80 km    | 24 juin 2011       | 8 h 32 min 43 s  |
| 1re | Médaille d'or      | Bieg Rzeźnika                                                | 80 km    | 8 juin 2012        | 8 h 9 min 47 s   |
| 2e  | Médaille d'argent  | Bieg 7 Dolin                                                 | 100 km   | 8 septembre 2012   | 8 h 55 min 9 s   |
| 1re | Médaille d'or      | Transgrancanaria - Maratón                                   | 42 km    | 2 mars 2013        | 4 h 16 min 0 s   |
| 1re | Médaille d'or      | Bieg 7 Dolin                                                 | 100 km   | 7 septembre 2014   | 9 h 9 min 51 s   |
| 4e  | 4e                 | 80 km du Mont-Blanc                                          | 80 km    | 26 juin 2015       | 11 h 23 min 57 s |
| 1re | Médaille d'or      | Bieg 7 Dolin                                                 | 100 km   | 12 septembre 2015  | 9 h 11 min 16 s  |
| 1re | Médaille d'or      | Bieg 7 Dolin                                                 | 100 km   | 10 septembre 2016  | 9 h 13 min 49 s  |
| 1re | Médaille d'or      | Championnats de Pologne de course en montagne ultra distance | 64 km    | 22 avril 2017      | 6 h 6 min 38 s   |
| 1re | Médaille d'or      | Marathon de la Grande Muraille de Chine                      | 42,2 km  | 20 mai 2017        | 3 h 14 min 34 s  |
| 2e  | Médaille d'argent  | CCC                                                          | 101 km   | 1er septembre 2017 | 10 h 42 min 49 s |
| 1re | Médaille d'or      | TDS                                                          | 123 km   | 29 août 2018       | 13 h 24 min 0 s  |
| 1re | Médaille d'or      | Ultra-Trail Australia                                        | 100 km   | 18 mai 2019        | 9 h 31 min 15 s  |
| 3e  | Médaille de bronze | Zugspitz Supertrail                                          | 64 km    | 15 juin 2019       | 6 h 13 min 7 s   |
| 2e  | Médaille d'argent  | Bieg 7 Dolin                                                 | 100 km   | 7 septembre 2019   | 9 h 12 min 39 s  |

### Course en montagne
| no  | masculin      | Course                                                        | Longueur | Départ          | Temps           |
| --- | ------------- | ------------------------------------------------------------- | -------- | --------------- | --------------- |
| 1re | Médaille d'or | Championnats de Pologne de course en montagne longue distance | 23 km    | 7 août 2010     | 1 h 41 min 19 s |
| 1re | Médaille d'or | Marathon des Karkonosze                                       | 44 km    | 4 août 2012     | 3 h 45 min 24 s |
| 1re | Médaille d'or | Championnats de Pologne de course en montagne longue distance | 31 km    | 6 octobre 2012  | 2 h 23 min 45 s |
| 9e  | 9e            | Challenge mondial de course en montagne longue distance       | 41 km    | 3 août 2013     | 3 h 21 min 10 s |
| 1re | Médaille d'or | Championnats de Pologne de course en montagne longue distance | 43 km    | 19 juillet 2014 | 3 h 23 min 10 s |
| 1re | Médaille d'or | Championnats de Pologne de course en montagne longue distance | 43,3 km  | 25 avril 2015   | 3 h 30 min 8 s  |
| 1re | Médaille d'or | Championnats de Pologne de course en montagne longue distance | 43,3 km  | 23 avril 2016   | 3 h 15 min 19 s |
| 7e  | 7e            | Championnats du monde de course en montagne longue distance   | 42,2 km  | 18 juin 2016    | 3 h 53 min 32 s |
| 8e  | 8e            | Championnats du monde de course en montagne longue distance   | 32 km    | 6 août 2017     | 3 h 29 min 11 s |
| 1re | Médaille d'or | Championnats de Pologne de course en montagne longue distance | 43,3 km  | 21 avril 2018   | 3 h 26 min 46 s |
| 1re | Médaille d'or | Championnats de Pologne de course en montagne longue distance | 43 km    | 15 mai 2021     | 3 h 22 min 41 s |

### Skyrunning
| no  | masculin          | Course                                              | Longueur | Départ          | Temps           |
| --- | ----------------- | --------------------------------------------------- | -------- | --------------- | --------------- |
| 1re | Médaille d'or     | Championnats de Pologne de skyrunning               | 25,4 km  | 3 juin 2012     | 2 h 13 min 37 s |
| 1re | Médaille d'or     | Championnats de Pologne de skyrunning               | 25,4 km  | 2 juin 2013     | 2 h 18 min 31 s |
| 1re | Médaille d'or     | Championnats de Pologne de skyrunning               | 25,3 km  | 7 juin 2014     | 2 h 25 min 11 s |
| 8e  | 8e                | Championnats du monde de skyrunning - SkyMarathon   | 42,2 km  | 27 juin 2014    | 3 h 31 min 40 s |
| 1re | Médaille d'or     | Championnats de Pologne de skyrunning               | 32 km    | 6 juin 2015     | 3 h 1 min 19 s  |
| 1re | Médaille d'or     | Championnats de Pologne de skyrunning               | 32 km    | 4 juin 2016     | 3 h 2 min 4 s   |
| 2e  | Médaille d'argent | High Trail Vanoise                                  | 70 km    | 10 juillet 2016 | 9 h 31 min 59 s |
| 1re | Médaille d'or     | Championnats de Pologne de skyrunning - Sky Classic | 32 km    | 9 juin 2018     | 3 h 1 min 8 s   |

## Ouvrages
- (pl) Natalia Tomasiak, Marcin Świerc, Przez polskie góry. Przewodnik biegacza, Bezdroża, 23 août 2016  (ISBN 978-83-283-2221-9)
- (pl) Marcin Świerc, Czas na ultra, Bezdroża, 5 février 2019  (ISBN 978-83-283-3505-9)